# Opydorscus fonsecae
Genre
Espèce
Opydorscus fonsecae, unique représentant du genre Opydorscus, est une espèce de tardigrades de la famille des Halechiniscidae. 

## Distribution
Cette espèce est endémique de l'océan Atlantique. 
Elle a été découverte au large du Ceará puis observée au large du Pernambouc au Brésil.

## Étymologie
Cette espèce est nommée en l'honneur de Verônica Gomes da Fonsêca-Genevois.

## Publication originale
- Renaud-Mornant, 1989 : Opydorscus, un nouveau genre d'Orzeliscinae et sa signification phylogénique (Tardigrada, Arthrotardigrada). Bulletin du Muséum National d'Histoire Naturelle Section A Zoologie Biologie et Écologie Animales, vol. 11, no 4, p. 763-771.